# 陳昭
陳昭（1430年—？），字育民，江西南昌府豐城縣人，明朝政治人物。進士出身。

## 生平
天順三年（1459年）舉己卯科江西鄉試第四十二名。天順八年（1464年）甲申科會試第一百八十八名，殿試登進士第三甲第一百五十六名。

## 家族
曾祖父陳用貞。祖父陳德衡。父亲陳立章。